# Beyt-e Yadī
Beyt-e Yadī (persiska: بیت یدی, Yadī) är en ort i Iran.   Den ligger i provinsen Khuzestan, i den centrala delen av landet, 500 km sydväst om huvudstaden Teheran. Beyt-e Yadī ligger 33 meter över havet och antalet invånare är 196.
Terrängen runt Beyt-e Yadī är mycket platt. Runt Beyt-e Yadī är det ganska tätbefolkat, med 144 invånare per kvadratkilometer. Närmaste större samhälle är Zobeydeh Dūbāt, 7,0 km söder om Beyt-e Yadī. Trakten runt Beyt-e Yadī består till största delen av jordbruksmark.